# Hájny grúň (Poľana)
Hájny grúň je vrch o nadmořské výšce 1208 m v pohoří Poľana.
Nachází se v centrální části pohoří v podcelku Vysoká Poľana mezi sedlem Jasenová (1 103,5 m n. m.) a vrchem Vepor. Konvenčně je považován za geometrický střed státního území Slovenska a za těžiště kartografické plochy.
Západní svahy jsou pramennou oblastí Hutné, východní Osrblianky.

## Přístup
- Po  značené turistické trase (Rudné magistrály) z Detvy přes Poľanu (1 457,8 m n. m.) a sedlo Jasenová (1 103,5 m n. m.)
- Po  značené turistické trase (Rudná magistrála) od Chaty pod Hrbom
- Po  značce z obce Strelníky přes sedlo Jasenová (1 103,5 m n. m.)